# Indian Summer (amerykański zespół muzyczny)
Indian Summer był wczesnym i wpływowym zespołem emo z Oakland, USA. Ich brzmienie opierało się głównie na głośno-cichej dynamice dążącej do ekstremalnego końca. Wiele ich piosenek rozwija się do chaotycznych, oczyszczających finałów; wokalista wykrzykuje w nich tekst (często poza granicę łatwego zrozumienia słów), podczas gdy zespół wali w swoje instrumenty. Inny koniec spektrum rozwija się do mówionych, lub szeptanych tekstów, łączonych z delikatnymi brzmieniami gitar i cichą perkusją.
Zespół wydał split 7" z Embassy, i siedmiocalowy split z Current i Ordination of Aaron. Również wydali piosenkę na kompilację (2x7") Eucalyptus w Tree Records, piosenkę na kompilację LP Food Not Bombs w Inchworm Records, oraz utwór na kompilację (2x7") Ghost Dance w Slave Cut Records. Album Science 1994 był wydany w 2005 i Hidden Arithmetic w 2006, oba w futurerecordings.
Indian Summer nie nazwali żadnej ze swych piosenek, i tak różne nazwy zostały wymyślone przez fanów. Gdzie kilka tytułów jest w powszechnym użyciu, wszystkie są podane, oddzielane ukośnikami.

## Dyskografia
- Indian Summer 7" (1993, Reprecussion Records)

1. "Woolworm/Angry Son"
2. "Aren't You Angel"
3. "Millimeter"

- Current/Indian Summer split 7" z Current (1993, Initial wydany w Homemade Records, reprintowany w Reprecussion)
- Embassy/Indian Summer split 7" z Embassy (nieznany rok, Slave Cut Records)

1. Embassy – "Stepping by"
2. Embassy – "Said"
3. Indian Summer – "I Think Your Train is Leaving"

- Speed Kills split 7" with Ordination of Aaron (1994, Inchworm Records)

1. Ordination of Aaron – "Battle of tippecanoe"
2. Indian Summer – "Black/Touch the Wings of an Angel Doesn't Mean You Can Fly"
3. Indian Summer – "Truman"

- Science 1994 CD

1. Aren't You Angel
2. Millimeter
3. Woolworm/Angry Son
4. Orchard
5. Reflections On Milkweed
6. Touch the Wings of an Angel Doesn't Mean You Can Fly/Black
7. Truman
8. I Think Your Train Is Leaving
9. Sugar Pill

- Hidden Arithmetic CD/LP

### Kompilacje
- Eucalyptus double 7" (1995, Tree Records)

1. Indian Summer – "Touch the Wings of an Angel Doesn't Mean You Can Fly"
2. Current – "Bastille"
3. Boilermaker – "Slingshot"
4. Allure – "I Think I Can"
5. Shroom Union – "Calm"
6. Embassy – "Blackness"
7. Julia – "I Will Not Be Ignored"

- A Food Not Bombs Benefit LP (1994, Inchworm)

1. Ten Boy Summer – "The History of Blank Pages and the Conscious Decision To Discontinue the Tradition Our Gender Has Been Plagued With"
2. Swing Kids – "Disease"
3. Campaign – "Industry Slave"
4. Indian Summer – "Reflections on Milkweed"
5. Starkweather – "Mainline"
6. Franklin – "Slow into Questionable"
7. Finger Print – "Surrender"
8. Braille – "Capitol"
9. Half Man – "Tripped Up"
10. Premonition – "Left Unsaid"
11. Railhead – "End Song"
12. Current – "Chairitied"

- Ghost Dance double 7" (1994, Slave Cut)

1. Indian Summer – "Sugar Pill"
2. From Ashes of – "Theme for Memory"
3. Third Rail Rhyme – "Double Helix"
4. Embassy – "His Years"
5. Cap’n Jazz – "Blue Grass"
6. Braid – "Elephant"
7. Embassy – "How Can You"